# سرود روحانی

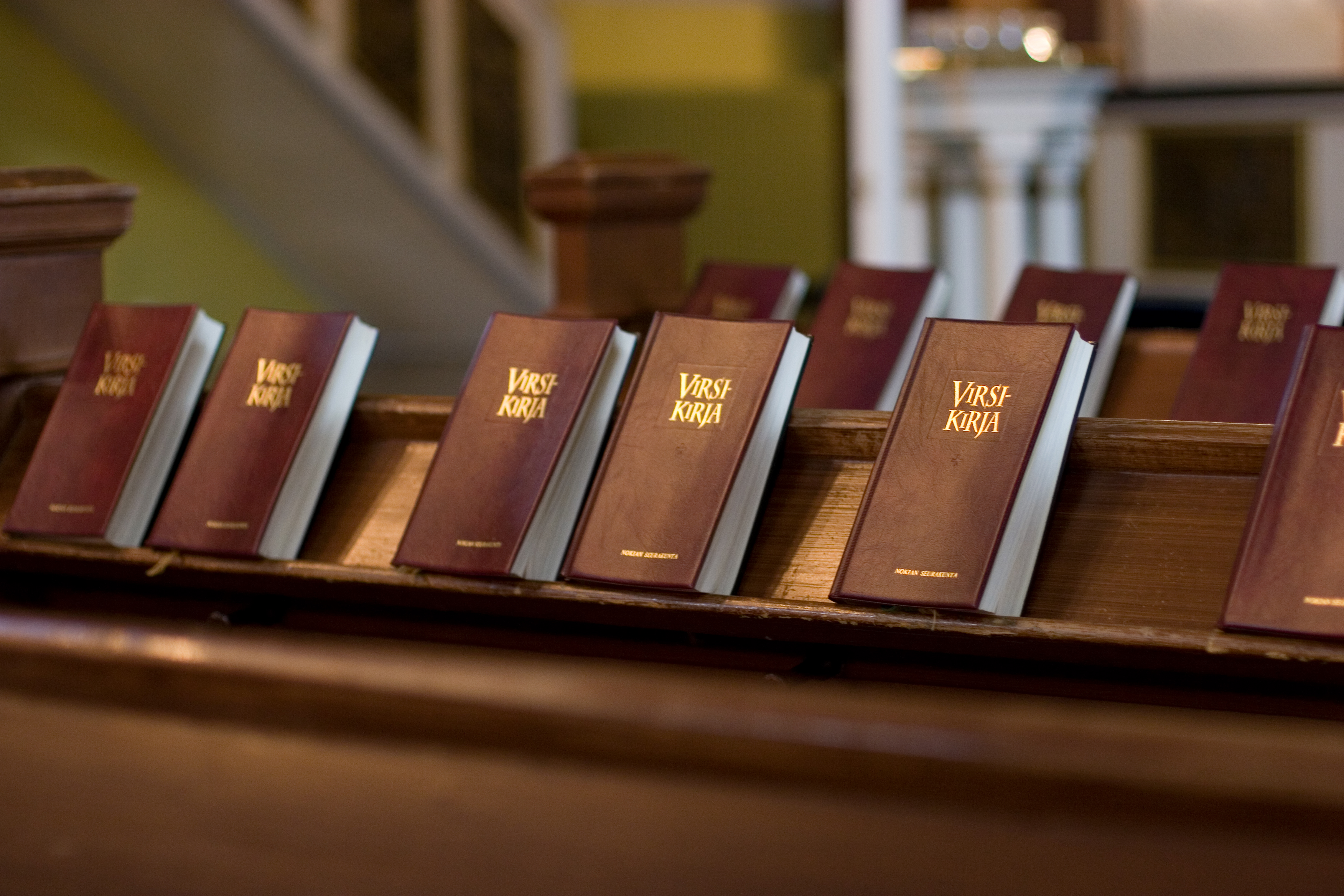
سرود روحانی

هیم یا سرود مذهبی (به انگلیسی: Hymn) نوعی سرود است که جنبهٔ مذهبی داشته و مشخصاً برای حمد، ستایش، پرستش یا عبادت نوشته‌شده باشد و به‌طور معمول به وصف خدا یا خدایان یا یک شخصیت برجسته بپردازد. واژه هیم کلمه‌ای یونانی (ὕμνος) مشتق‌شده از hymnos می‌باشد که به معنی «ترانهٔ ستایش» می‌باشد. در زبان انگلیسی مجموعه‌ای از سرودهای مذهبی را Hymnals یاد می‌کنند و گاهی با عنوان Hymnbooks (کتاب هیم) نیز از آن یاد می‌شود.

## ریشه
از بین قدیمی‌ترین هیم‌ها می‌توان به هیم بزرگ به آتن مصریان اشاره‌کرد که توسط فرعون آخناتون تصنیف‌شده‌بود؛ ودا، مجموعه‌ای از سرودهای مذهبی که مربوط به فرهنگ هندویسم می‌باشد؛ و مزامیر، مجموعه‌ای از سرودهای آئین یهودیت، اشاره کرد. سُنت سرودخوانی و سرودسازی غربی همراه با سرود هومر، قدیمی‌ترین سرود از مجموعهٔ هیم‌های باستانی یونان که در هفتم پیش از میلاد نوشته‌شده‌بود و به تمجید خدایان ادیان باستانی یونان می‌پرداخت، آغاز شد.
پدران کلیسا شروع به استعمال واژهٔ ὕμνος، یا همنوس hymnus در لاتین به‌جای سرودهای مسیحی نمودند، و غالباً به عنوان کلمهٔ مترادف از «Psalm» استفاده می‌کردند.

## سرودخوانی مسیحی
مسیحیان از ابتدا «سرودهای مذهبی و هیم و روحانی» می‌خواندند، که در دعاهای شخصی و جداگانه یا در عبادت‌های دسته‌جمعی سروده و خوانده می‌شد (Matthew 26:30; 1 Cor 14:26; Ephesians 5:19; Colossians 3:16; James 5:13; Revelation 5:8–10; Revelation 14:1–5).